# Hakija Hadžić
Hakija Hadžić (Bileća, 1. siječnja 1883. – Damask, 1. siječnja 1953.), bio je hrvatski političar, publicist, diplomat, kulturni i politički djelatnik iz BiH. Radio je na odgoju hrvatske muslimanske mladeži. Zbog političkih su ga razloga triput umirovljavali.

## Životopis
Hakija Hadžić rođen je u Bileći 1883. godine. Gimnaziju je pohađao u Mostaru gdje ju je i završio 1903. godine, a studij u Austriji i Njemačkoj. Studirao je u klasičnu filologiju i filozofiju na sveučilištima Beču i Jeni. Nakon što je završio studij od 1908. do 1914. godine bio je profesorom hrvatskoga, latinskoga i grčkoga jezika u sarajevskoj Velikoj gimnaziji. U doba Austro-Ugarske osnovao je konvikt za odgoj muslimanske mladeži u Sarajevu i Mostaru. Pisao je za Hrvatsko pravo, pred Prvi svjetski rat uređivao je časopis Hrvatska svijest te politički list Svijet i glasilo Hrvatske muslimanske napredne stranke istoga imena, Svijet. Bio je ravnateljem trebinjske Niže gimnazije. Nakon toga bio je i službenikom u Odjeljenju za prosvjetu i vjere Pokrajinske uprave za BiH.
Pripadao je skupini političara muslimanske vjere iz BiH, koji su se nacionalno osjećali Hrvatima, kod kojih se nije dogodilo otuđenje od hrvatskih korijena. Još od najmlađih dana pristaša pravaške ideologije. Sa skupinom istomišljenika osnovao bečko starčevićansko muslimansko akademsko društvo Svijest. Predsjedavao hrvatskim muslimanskim konviktima u Sarajevu i Mostaru. Učlanio se u H(R)SS poslije 1918. te predsjedavao sarajevskom mjesnom organizacijom. Ušao u radikalsku vladu kojoj je pristupio HSS 1927. godine. Obnašao dužnost pomoćnika ministra prosvjete. 
Djelovao u JMO, surađivao sa Seljačkom slogom, a kad je vodstvo JMO pristupilo Jugoslavenskoj radikalnoj zajednici, 1935. godine je sa skupinom bh. muslimanskih uglednika odbacio tu odluku. Krajem 1935. Bajramskim zaključkom osnovao je Muslimansku organizaciju. Organizacija je bila formalno nastavak JMO-a, no u zbilji to je bila nova stranka, označavana i kao Muslimanska organizacija/ogranak HSS-a. Osnovao ju je s Ademagom Mešićem i postao je predsjednik organizacije. 
MO HSS zagovarao je autonomiju Bosne i Hercegovine, kad je je osnovana Banovina Hrvatska. MO HSS promicala je tj. budila hrvatsku nacionalnu misao među bosansko-hercegovačkim muslimanima.
Dio skupine koja je prišla ustaškom pokretu (dr. Džafer, dr. Osman Kulenović, Ademaga Mešić). Razlog prilaska bio je taj što su pretpostavljali da u novoj hrvatskoj državi ne će doživjeti netrpeljivosti kakve su doživjeli u Kraljevini Jugoslaviji kojom su vladali velikosrpski hegemonisti. Osnova takvom stavu prema NDH bila je blagonaklonost ustaških dužnosnika, a u ponajprije čelnog čovjeka države, poglavnika. Njegova potpora Ustaškome pokretu temelji se na njegovu uvjerenju da hrvatski narod «nije nikad gazio tuđe pravo», već je «s pravom tražio samo uspostavu svojih otuđenih i pogaženih prava». Kao i drugi hrvatski nacionalisti muslimanske vjeroispovijedi došao je do istaknutog mjesta u hrvatskoj državnoj upravi (dr. Osman Kulenović, dr. Džafer Kulenović, Hilmija Bešlagić, Salih Baljić i ini). Hadžić je bio među glavnim pobočnicima pobočničkog zbora u Glavnom ustaškom stanu.
Obnašao upravne dužnosti prije nego što je uvedena redovna državna uprava u NDH, u prvim mjesecima NDH. Bio je poglavnikov povjerenik za bosanske kotareve Drinske banovine. 
U svibnju 1941. godine postavljen je za povjerenika Glavnog ustaškog stana za Tuzlu, a nakon toga za Sarajevo i bivšu Drinsku banovinu. Ušao u vladu Džafera Kulenovića jeseni 1941. godine. Politički marginaliziran kao osoba iz kruga Ademage Mešića. Ožujka 1942. ušao u diplomaciju NDH. Imenovan je na dužnost opunomoćenog ministra i izvanrednog poslanika u Ministarstvu vanjskih poslova. 
Mnogo je radio na kulturnom polju radi obrazovanja muslimanskog stanovništva. Zalagao se za uključivanje novopazarskog sandžaka u NDH. Od 1944. godine bio je u diplomatskim službama NDH, prvo u središnjici. Nakon toga od srpnja 1944. godine bio je poslanikom u Budimpešti, u Mađarskoj. U Mađarskoj je ostao sve do ulaska Sovjeta u Budimpeštu.
Početkom svibnja kad je padala NDH, povukao se s državnim vrhom u Austriju. Odandje je uspio otići u Siriju. Ondje je usko surađivao s dr. Džafer-begom Kulenovićem, prof. Ibrahimom Pirićem-Pjanićem i inim Hrvatima muslimanima. Bio je među sastavljačima memoranduma na temelju kojega je Sveislamski kongres u Karachiju 1951. godine donio Rezoluciju o položaju hrvatskoga naroda.
Umro je u izbjeglištvu u Damasku, 1953. godine.